# Svínoyar kommuna
Svínoyar kommuna var en kommune på Færøerne. Den omfattede øen Svínoy, hvor samtlige boede i bygden med samme navn. Et forslag om at indlemme kommunen i Klaksvíkar kommuna blev vedtaget 16. april 2008, og trådte i kraft fra 1. januar 2009. Svínoyar kommuna havde ved indlemmelsen 40 indbyggere.

62°18′N 6°18′V / 62.3°N 6.3°V